# Штахети

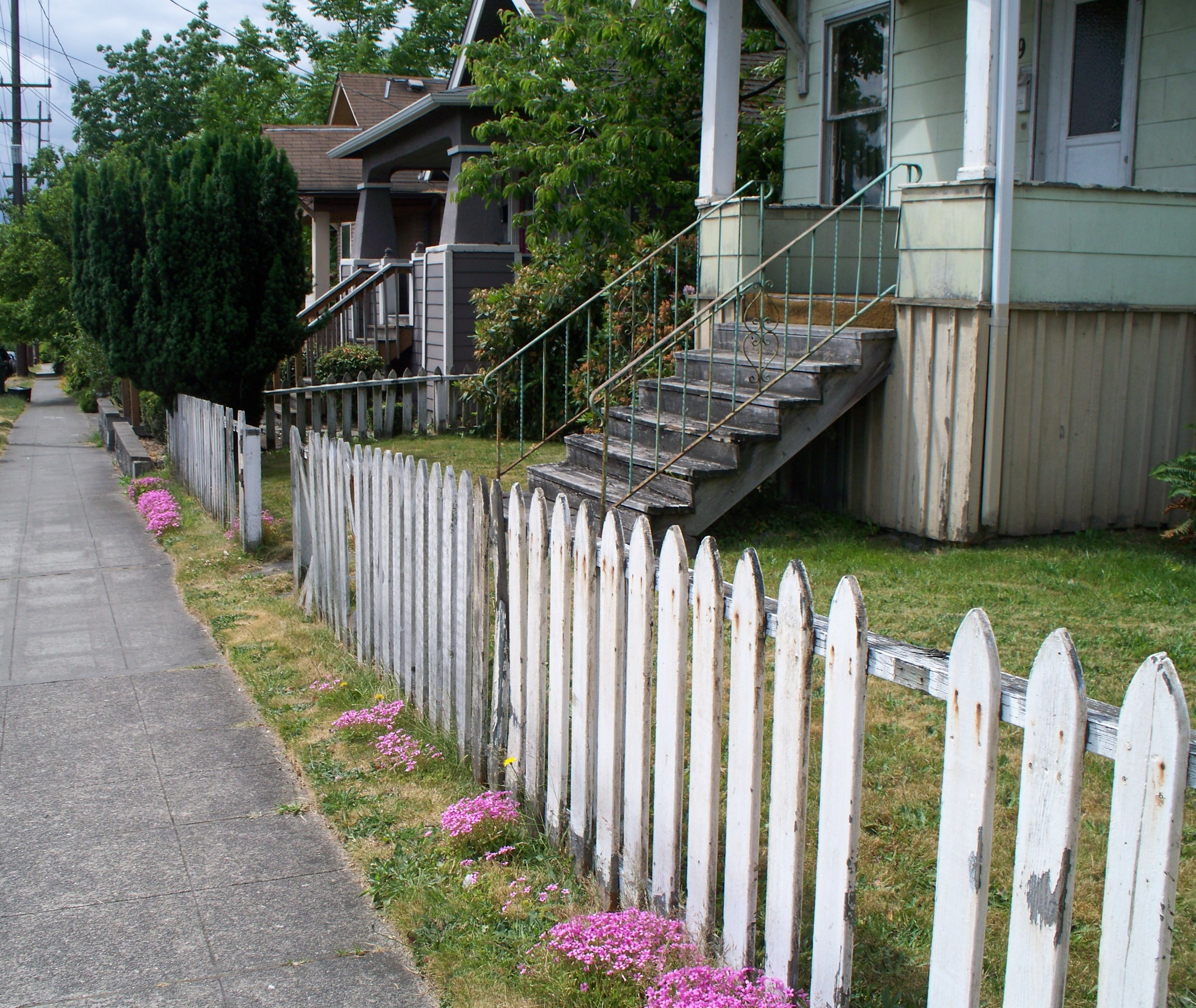
Класичні штахети

Штахе́ти, також штахе́т, штахе́тник (від італ. stachheta — «палісад», «частокіл»; можливо через нім. Staket, Stakete і пол. sztachety) — вид огорожі, паркан з дерев'яних дощечок або металевих прутів (зараз використовують і синтетичні матеріали). Окремі вертикальні планки (що називаються штахе́тинами або штахетами), кріпляться паралельно одна одній до горизонтальних поперечин, у свою чергу, прикріплених до стовпчиків.
У Сполучених Штатах білі штахети — одна з складових образу «американського життя» (Americana), вони символізують ідеал середнього класу з передмість (родина з 2-3-ма дітьми і собакою, обширний будинок і спокій). Це пов'язане з тим, що будинки в тихих районах для представників середнього класу часто мають сади, обгороджені штахетами.
В англійській мові «штахетами» (picket fence) називають стародавні тексти, написані без пропусків між словами, звичайні для архаїчної латини.

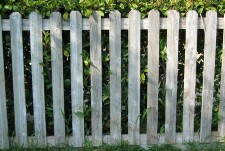
Прості штахети
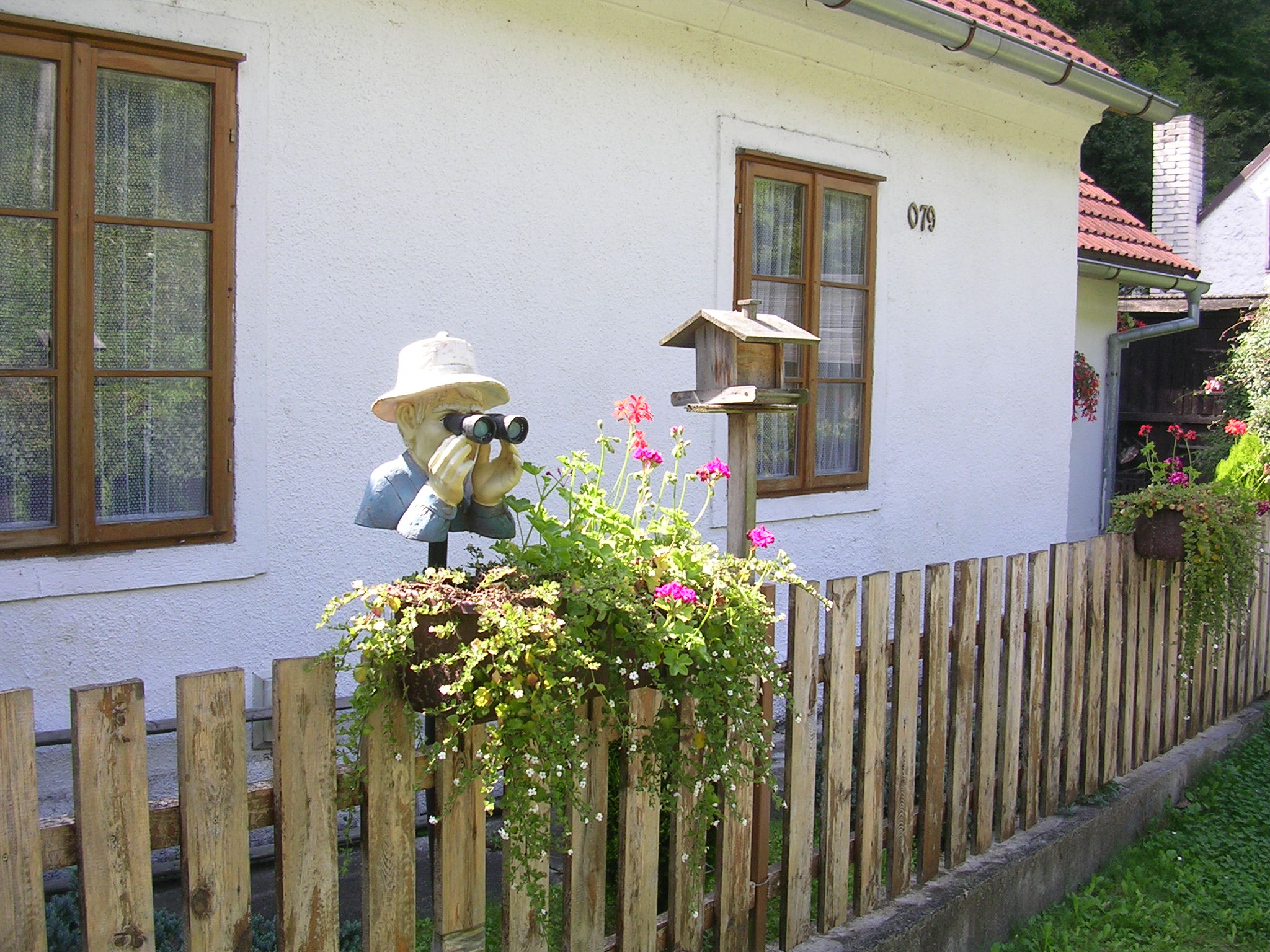
Штахети біля хати. Чехія
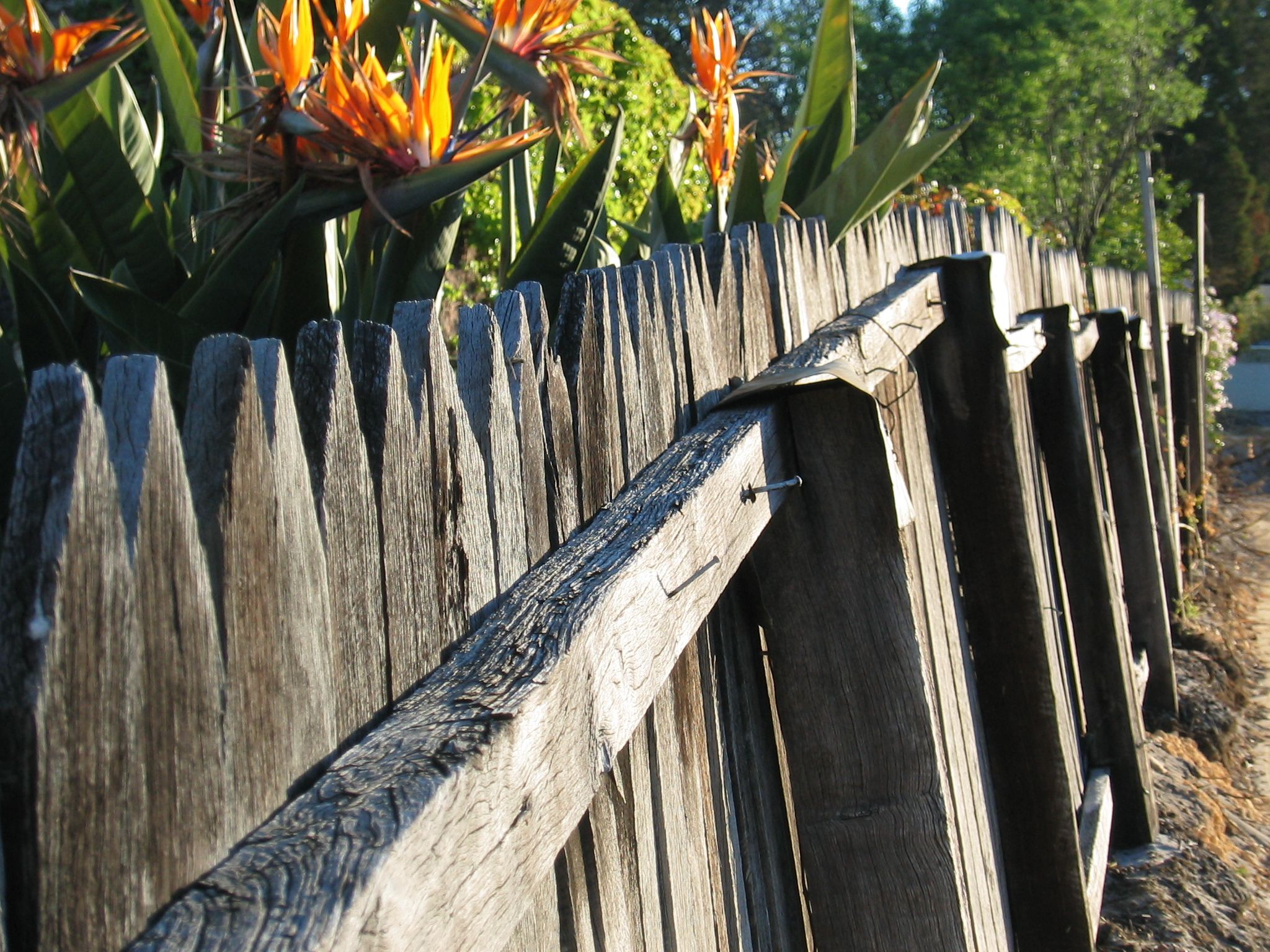
Штахети із західноавстралійського евкаліпта
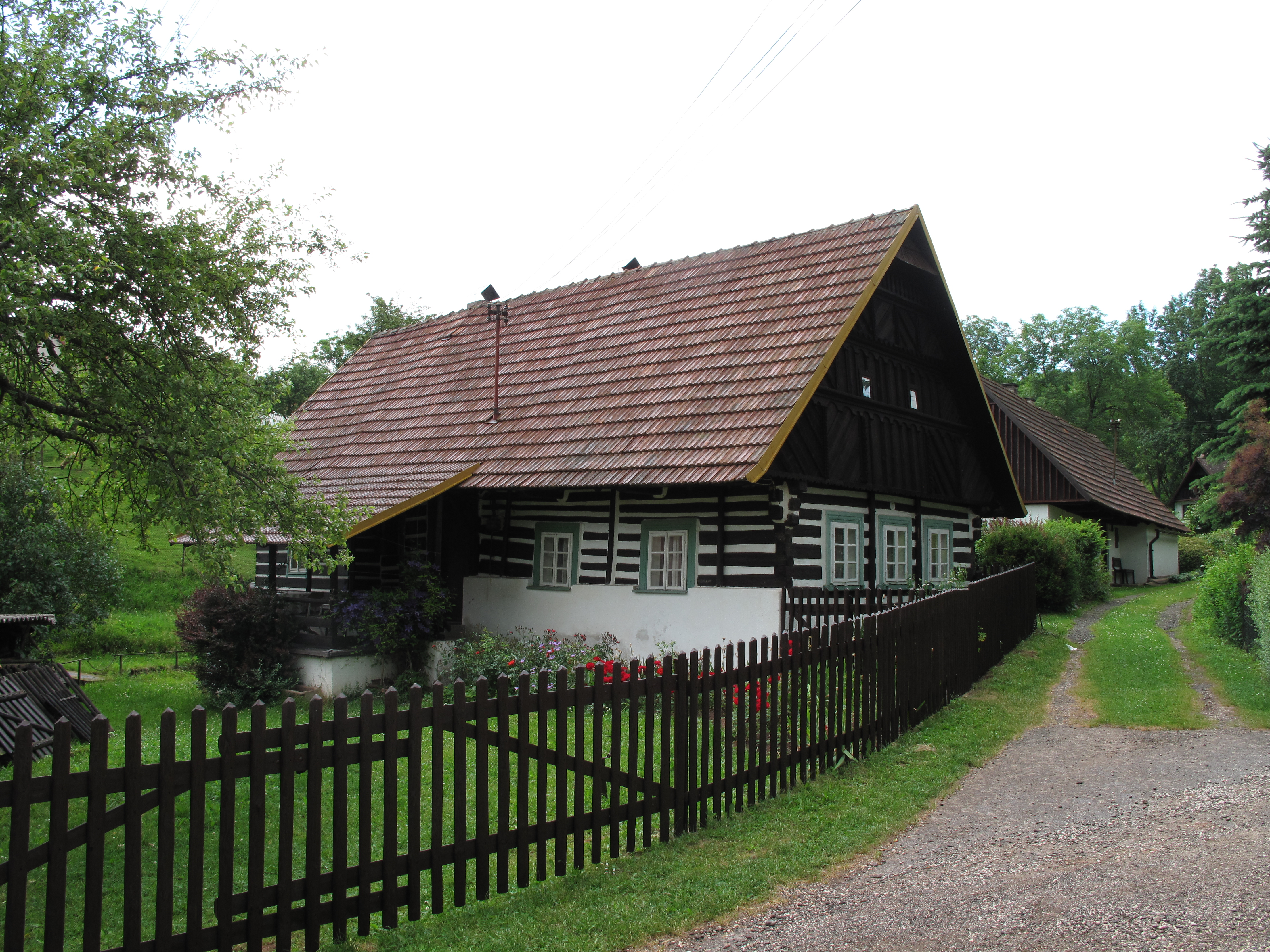
Рублена хата зі штахетами. Чехія
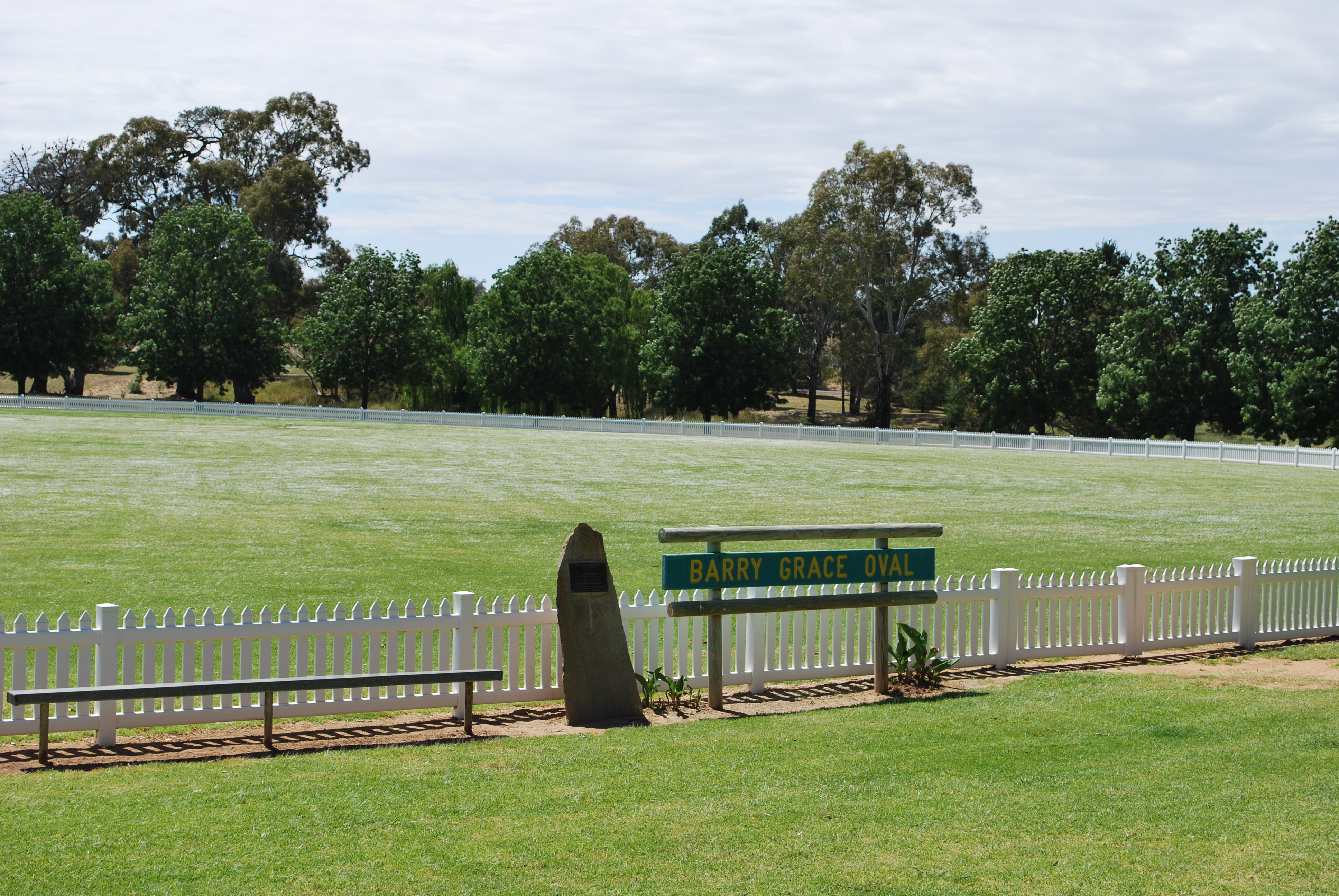
Крикетне поле у Волленбіні, Новий Південний Уельс, оточене штахетами
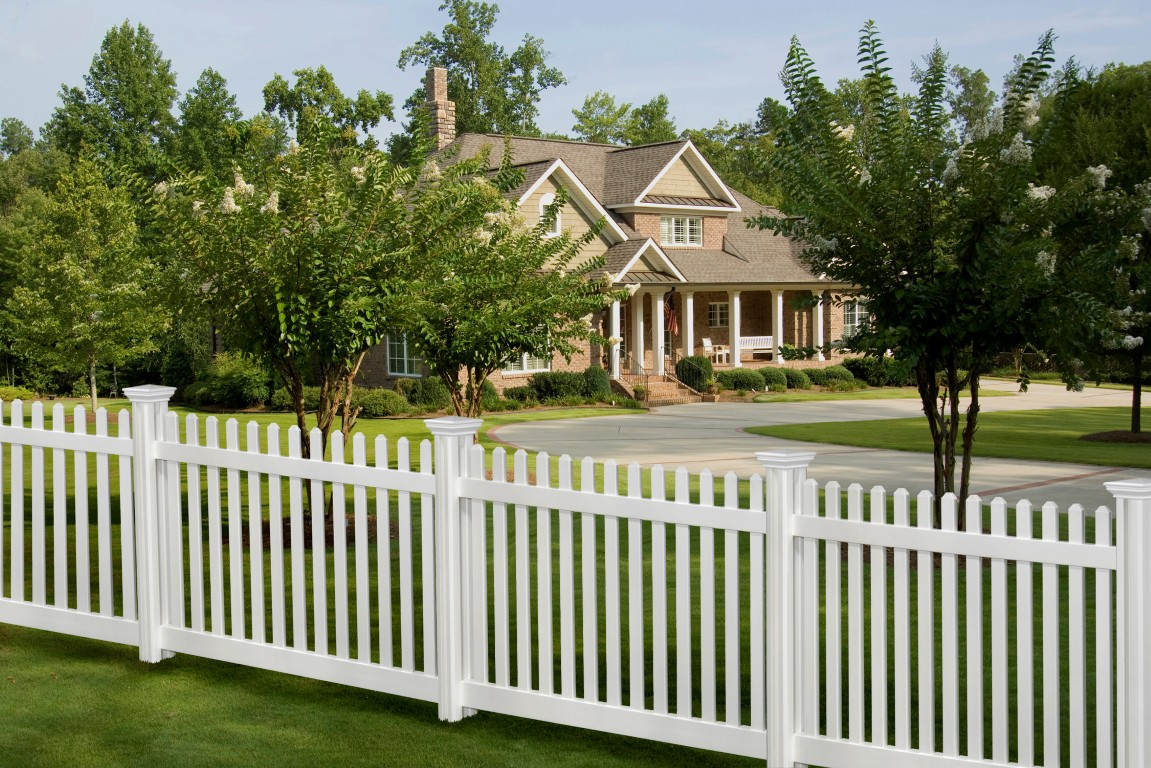
Штахети з ПВХ
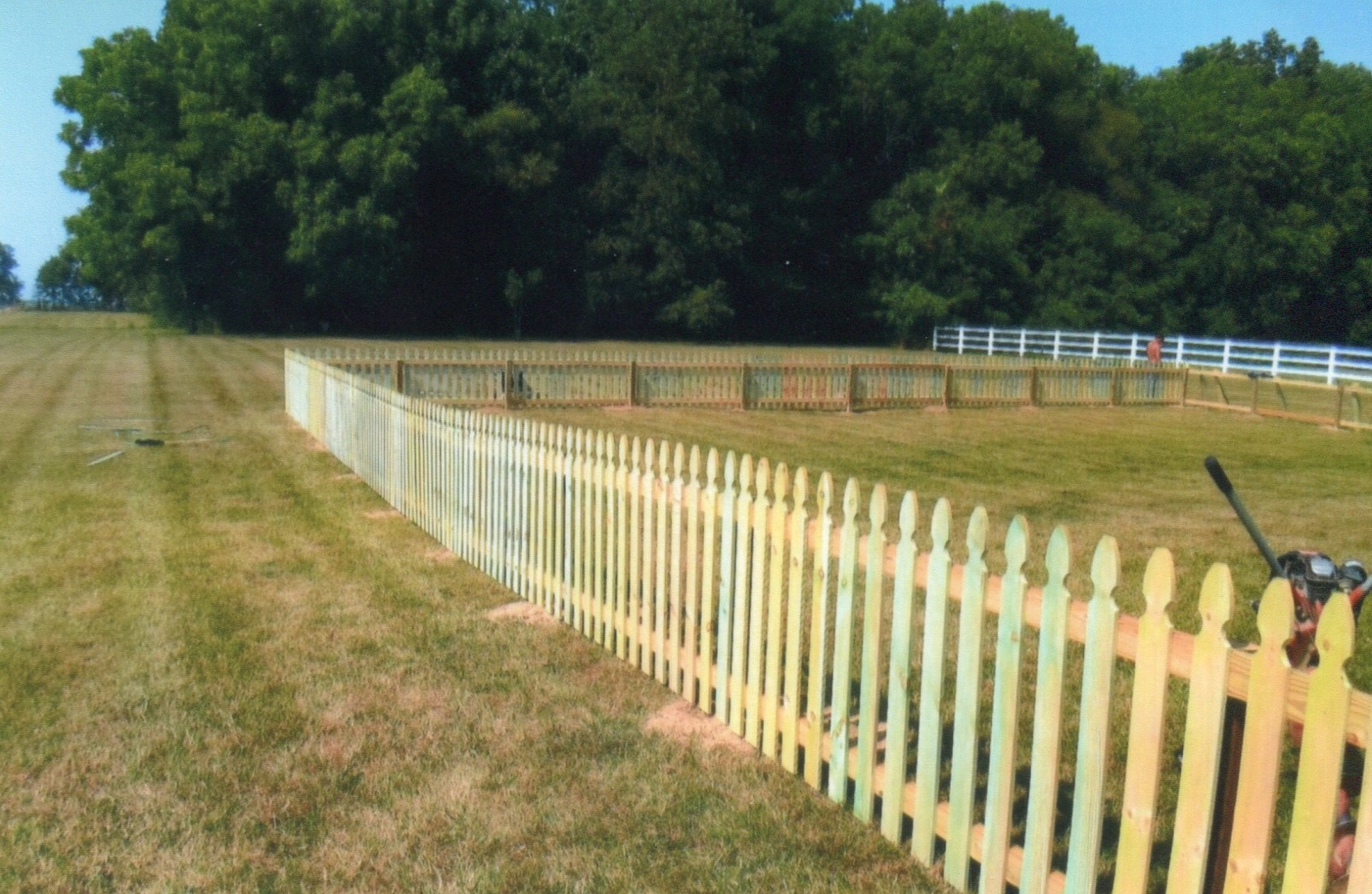
Штахети в готичному стилі з пресованої сосни
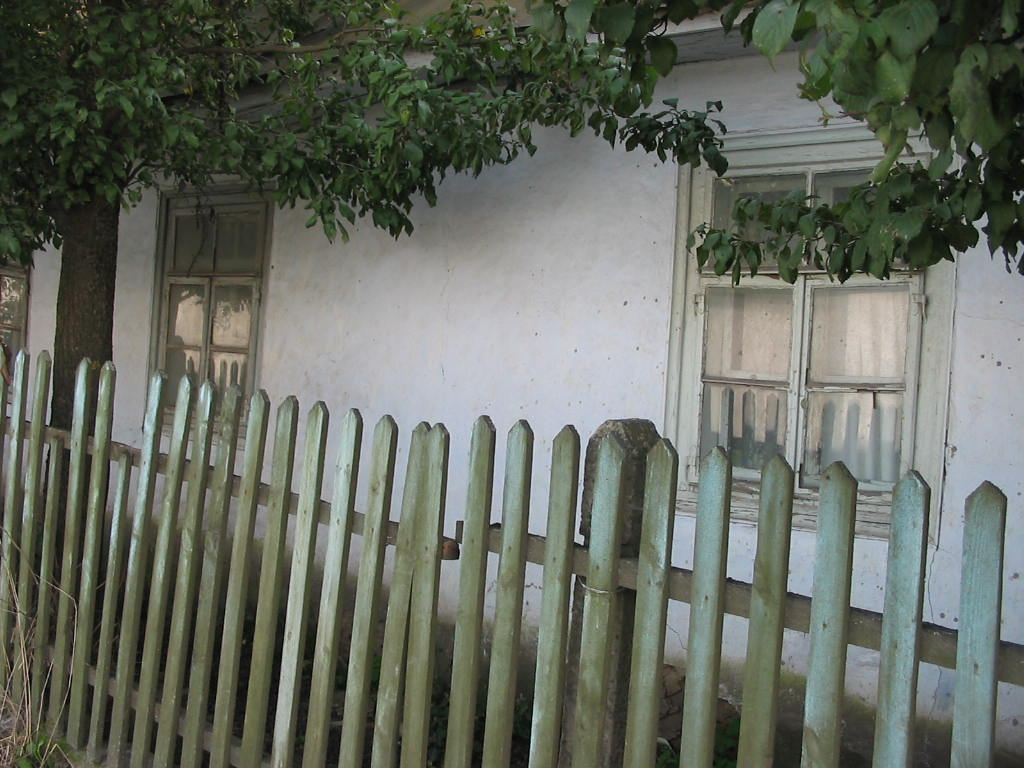
Штахети перед хатою. Почаїв